# لویزا رانیری
لویزا رانیری (انگلیسی: Luisa Ranieri؛ زادهٔ ۱۶ دسامبر ۱۹۷۳) بازیگر اهل ایتالیا است.
از فیلم‌ها یا برنامه‌های تلویزیونی که وی در آن نقش داشته است، می‌توان به تا ابد جوان، دوستان من، نامه‌هایی به ژولیت و قتل و دست خدا  اشاره کرد.